# Triangulare (psihologie)
Triangularea (sau triangulația) este un termen din psihologie, introdus în mod special de Murray Bowen⁠(d) în terapia de familie. Bowen a teoretizat că un sistem emoțional format din două persoane este instabil și, sub stres, tinde să se extindă într-un sistem de trei persoane, formând astfel un triunghi.

## Teoria familială
În sistemele familiale, triangularea apare atunci când o a treia persoană este implicată indirect într-un conflict între două persoane pentru a facilita comunicarea sau pentru a prelua rolul de mediator. De exemplu, într-o familie în care există alcoolism, părintele care nu consumă alcool poate discuta cu un copil despre nemulțumirile legate de părintele alcoolic. Aceasta implică copilul în discuție, adesea forțându-l să ia parte într-un conflict care nu îl privește direct. Copilul poate, la rândul său, să transmită părintelui alcoolic ceea ce a auzit, devenind astfel triangulat în relație. Această dinamică poate apărea deoarece părinții nu comunică direct între ei, de multe ori din cauza nesiguranței sau a unor probleme precum alcoolismul și comportamentul abuziv.
Într-o relație familială triangulată, cei doi membri ai alianței riscă să formeze o relație de „fuziune”, în care granițele interpersonale devin neclare, contribuind la un sentiment de dependență reciprocă.

### Triangulare pozitivă și negativă
Triangularea poate avea efecte pozitive sau negative. În unele cazuri, ea poate oferi stabilitate într-o relație tensionată; în alte cazuri, poate destabiliza relațiile, amplificând conflictele. Triangularea destabilizatoare tinde să polarizeze comunicarea, escaladând tensiunea. Înțelegerea acestei diferențe poate ajuta la evitarea situațiilor destabilizatoare.
Un studiu longitudinal din 2016 privind abilitățile relaționale ale adolescenților a constatat că cei implicați frecvent în conflictele parentale foloseau tehnici mai pozitive de rezolvare a conflictelor cu partenerii lor, dar aveau și un risc mai mare de a manifesta comportamente abuzive verbal.

### Triunghiul pervertit
Conceptul de triunghi pervertit a fost descris pentru prima dată în 1977 de Jay Haley și se referă la situațiile în care două persoane aflate pe niveluri ierarhice sau generaționale diferite formează o coaliție împotriva unei a treia persoane (de exemplu, un părinte și un copil care formează o alianță împotriva celuilalt părinte). Bowen se referă la acest concept ca fiind un „triunghi patologic,” iar Salvador Minuchin îl numește „triunghi rigid”. Astfel de coaliții, adesea numite coaliții transgeneraționale, sunt nocive pentru copii, creând tensiuni și conflicte nesănătoase în familie.

## Dezvoltarea copilului
În psihologie, triangularea poate juca un rol în dezvoltarea copilului. Psihiatrul elvețian Dr. Ernst L. Abelin a introdus conceptul de „triangulare timpurie” pentru a descrie dezvoltarea relațiilor copilului în jurul vârstei de 18 luni. În acest stadiu, mama este considerată îngrijitorul principal, iar tatăl joacă rolul de punte către lumea exterioară, funcționând astfel ca a treia parte în dezvoltarea socială a copilului. Ulterior, Abelin a dezvoltat un model „organizator și de triangulare,” sugerând că dezvoltarea mentală și psihologică a omului se bazează pe mai multe etape de triangulare.
În 1951, psihanlistul german Hans Loewald⁠(d) a discutat despre influența tatălui în comportamentul copilului înainte de formarea complexului Oedip. Psihanalista Dr. Selma Kramer a descris rolul tatălui ca o forță de susținere pozitivă, ajutând copilul să evite riscul de a fi „reînglobat” de mamă și încurajând o identificare timpurie cu tatăl.

## Triangularea destabilizatoare
Triangularea destabilizatoare apare atunci când o persoană controlează fluxul de comunicare între două persoane sau grupuri, asigurându-se că toate interacțiunile sunt trecute prin aceasta. Exemple includ un părinte care controlează comunicarea între frați sau un partener care influențează comunicarea cu familia celuilalt partener. Triangularea poate amplifica anxietatea și sentimentele de vinovăție la copii, care se pot simți prinși în conflictele părinților.